# May (chancelier d'Akhenaton)
Pour les articles homonymes, voir May.
May est un ancien fonctionnaire égyptien sous le règne du pharaon Akhenaton. Il est chancelier royal et porte-fanion à Akhetaton, la nouvelle capitale du pharaon. Il est enterré dans la tombe 14, dans le groupe sud des tombes rupestres d'Amarna,. Norman de Garis Davies a publié les détails de la tombe en 1908 dans The Rock Tombs of El Amarna, Part V - Smaller Tombs and Boundary Stelae. La tombe date de la fin de la XVIIIe dynastie. 

## Biographie
May déclare que c'est le roi qui l'a élevé depuis des débuts modestes :

« J'étais un homme pauvre, tant du côté de mon père que de celui de ma mère ; mais le souverain m'a construit, il m'a développé, il m'a nourri au moyen de son esprit (ka) »

— dit le porte éventail du roi, May.
May a porté plusieurs titres :
- iry-pat (« prince »),
- « porteur du sceau royal »,
- « compagnon unique »,
- « scribe du roi »,
- « surveillant de toutes les œuvres du roi ».

Ses titres militaires comprennent celui de « surveillant de la soldatesque du seigneur des Deux Terres » et de « scribe des recrues ». Ce titre apparaît également sur des ostraca trouvés à Amarna et peut faire référence à une personne royale ou à un temple. May était également le « Surveillant de la maison de Ouaenrê » à Héliopolis, et le « Surveillant du bétail du temple de Rê », toujours à Héliopolis. Ces fonctions l'auraient rendu responsable de certains aspects de la vie du temple d'Héliopolis.
May est peut-être la même personne que le trésorier nommé Maya, qui servait Toutânkhamon. May partage certains des titres avec Maya, mais il n'était pas trésorier.

## Sépulture

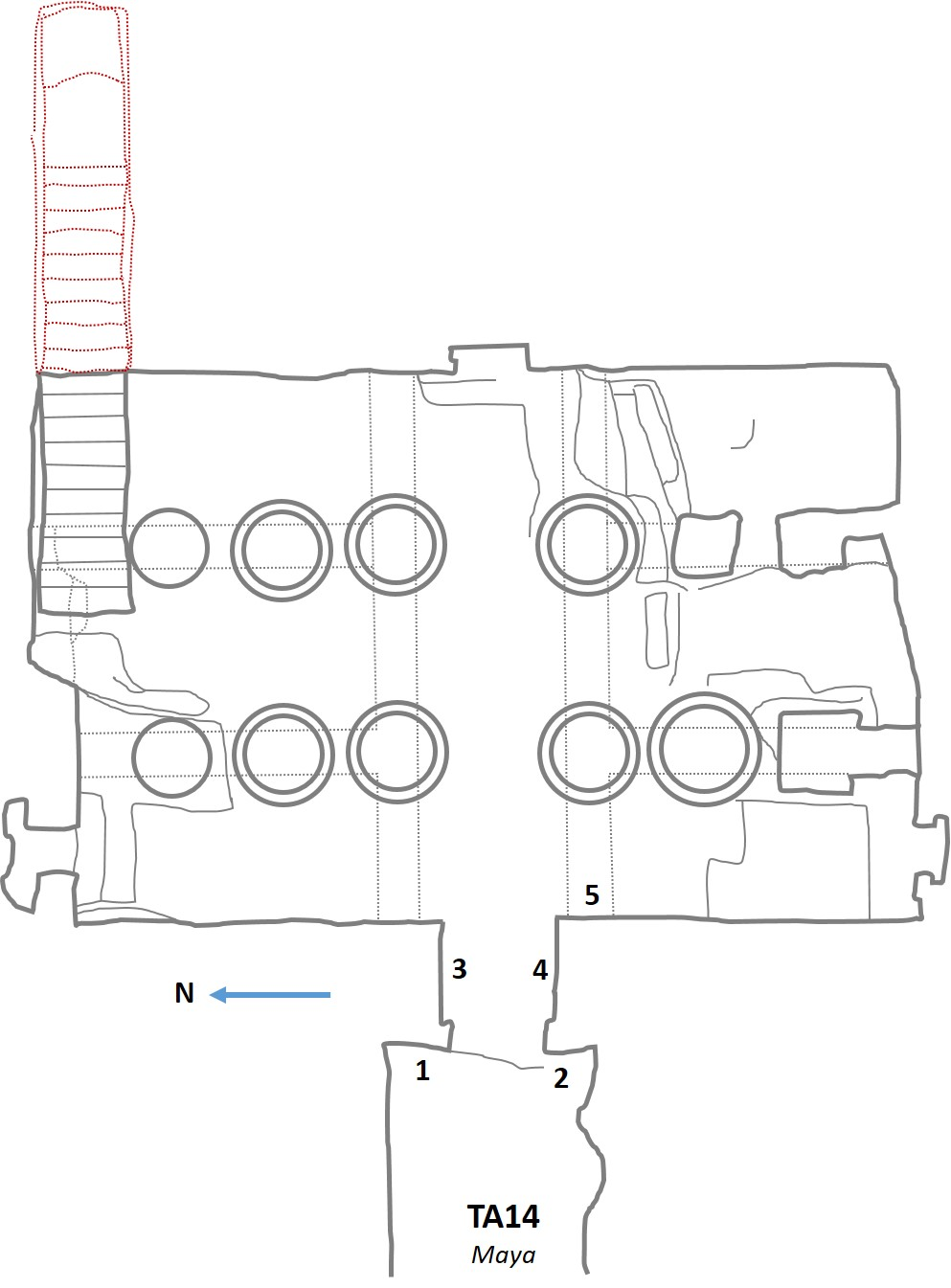
Plan schématique de la tombe 14 d'Amarna.

La grande tombe de May était remplie de sable et n'a pas été fouillée par Urbain Bouriant en 1883. La tombe a ensuite été fouillée par Alexandre Barsanti et les textes ont été publiés par Georges Daressy.
L'entrée de la tombe mène à une salle à piliers. Seuls les piliers du centre ont été achevés. L'espace est très endommagé par les chauves-souris et par un éventuel incendie. L'entrée de la tombe présente une scène où Akhenaton et Néfertiti présentent un encensoir et des libations à Aton. Le couple royal est suivi de trois de ses filles et de la sœur de la reine, Moutbenet. Cette dernière est accompagnée de deux nains qui s'appellent Para et Rê-neheh. Dans d'autres scènes, May est représentée en train de prier. Norman de Garis Davies mentionne que le nom de May a été supprimé et son image détruite.
Le mur ouest de la salle contient une scène intéressante. Elle a été commencée à l'encre et n'a pas été terminée, mais semble montrer la récompense de May au balcon du palais. La scène comprend un bâtiment et ce qui semble être une « Fenêtre d'apparition ». En dessous, il y a un dessin de végétation et de bord de rivière. Des hommes sont représentés en train de travailler avec des rames et des filets de pêche,. Deux débarquements sont représentés avec l'un le débarquement de la barge du roi, et l'autre la barge de la reine. Ces barges se distinguent à la fois par leur taille et par les têtes des membres de la famille royale. La barge d'Akhenaton montre sa tête portant une couronne Atef au sommet de la pagaie de direction. La barge de Néfertiti est décorée de sa tête portant les doubles plumes.